# Calloporina spinosa
Calloporina spinosa är en mossdjursart som beskrevs av William Roy Branch och Hayward 2005. Calloporina spinosa ingår i släktet Calloporina och familjen Microporellidae. Inga underarter finns listade i Catalogue of Life.